# Heodes lampetie
Heodes lampetie är en fjärilsart som beskrevs av Denis och Ignaz Schiffermüller 1776. Heodes lampetie ingår i släktet Heodes och familjen juvelvingar. Inga underarter finns listade i Catalogue of Life.